# Richard Piers Rayner
Richard Piers Rayner (Scarborough, Yorkshire, 1953) es un dibujante de cómics inglés, conocido por su trabajo en la serie de DC Comics Hellblazer y por ser el dibujante del cómic, escrito por Max Allan Collins, Camino a la Perdición, posteriormente adaptado exitosamente al cine en una película dirigida por Sam Mendes y protagonizada por Tom Hanks, Paul Newman y Jude Law.

## Biografía
Richard empezó su carrera profesional en el cómic en 1988, colaborando con DC Comics y Marvel Comics. Su obra incluye varios números de Hellblazer (con guion de Jamie Delano), La Cosa del Pantano, L.E.G.I.O.N., Doctor Fate, y Doctor Who.
Su trabajo más notable es la novela gráfica Camino a la Perdición, (publicada en España por Panini Comics), junto al guionista Max Allan Collins,  que fue adaptada al cine en 2002, en una película protagonizada por Tom Hanks, y dirigida por Sam Mendes.
También es un colaborador habitual de Paradox Press, y artista residente del Middlesbrough FC. En noviembre de 2008 escribió e ilustró el cómic Middlesbrough FC - The Unseen History.

## Premios
- 1989: Galardonado con el Premio Russ Manning al debutante más prometedor, dentro de los Premios Eisner.